# Cori (Latium)
Cori ist eine Stadt in der Provinz Latina in der italienischen Region Latium mit 10.379 Einwohnern (Stand 31. Dezember 2023). Sie liegt 55 km südöstlich von Rom und 25 km nördlich von Latina.
|  |

## Geographie
Cori liegt in den Ausläufern der Monti Lepini oberhalb der Pontinischen Ebene.
Es ist Mitglied der Comunità Montana Monti Lepini e Ausoni.
Ortsteil von Cori ist das Dorf Giulianello mit einem historischen Ortskern.
Die Nachbargemeinden sind Artena (RM), Cisterna di Latina (LT), Lariano (RM), Montelanico (RM), Norma (LT), Rocca Massima (LT) und Segni (RM).

## Geschichte
Cori gehört zu den ältesten Städten Italiens. Der Legende nach soll das antike Cora von Dardanos, dem Stammvater der Trojaner gegründet worden sein. 642 v. Chr. führte Ancus Publicius ein latinisches Heer gegen Rom an. Erst 415 v. Chr. kam Cora unter römische Gewalt. Im 3. Jahrhundert v. Chr. kämpfte Cora an der Seite von Rom gegen Hannibal. Danach gibt es kaum noch Berichte über Cora, doch die erhaltenen Ruinen zeugen von einer Blüte in der Kaiserzeit. Die Völkerwanderungszeit brachte den Niedergang der Stadt.
Erst im Jahr 1114 wurde Cori wieder schriftlich erwähnt, als Papst Paschalis II. die Ansiedlung der Benediktiner protegierte. Im 13. Jahrhundert war Cori eine Freie Kommune, bis es 1363 zum Kirchenstaat kam, bei dem es bis 1870 blieb.

## Bevölkerungsentwicklung
| Jahr      | 1881  | 1901  | 1921  | 1936  | 1951  | 1971  | 1991   | 2001   |
| Einwohner | 6.292 | 7.118 | 7.503 | 9.289 | 9.732 | 9.408 | 10.257 | 10.529 |

Quelle: ISTAT

## Politik
Mauro Primio de Lillis (Lista Civica: Cori e Giulianello Insieme) amtiert seit dem 13. Mai 2017 als Bürgermeister.

### Partnerstädte

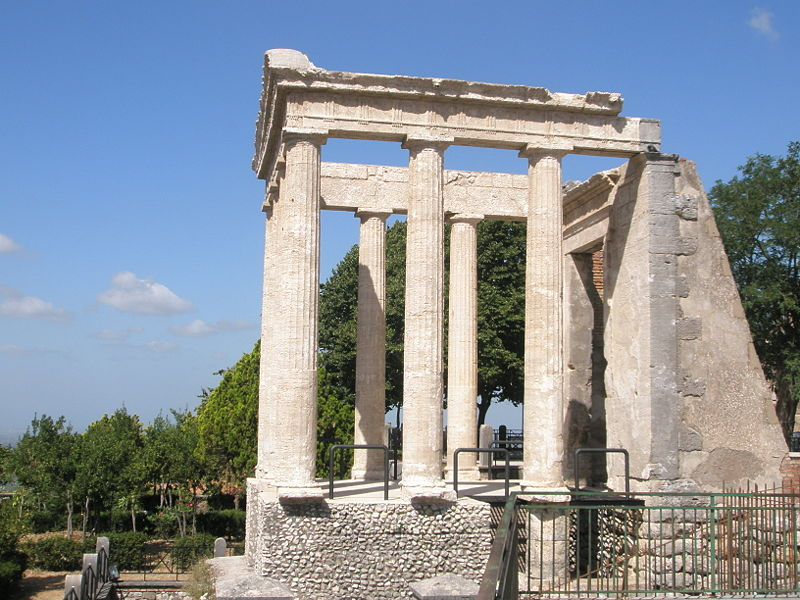
Herkulestempel

- Pefki

## Sehenswürdigkeiten
- Der Herkulestempel aus dem 1. Jahrhundert v. Chr. gehörte zur antiken Akropolis.
- Der Tempel für Dioskuren Castor und Pollux stand auf dem Forum.[2] Auch vom Forum sind noch Säulen erhalten.
- Ein Teil der polygonalen Stadtmauer aus dem 4.–3. Jahrhundert v. Chr. ist erhalten.
- Kirche Sant’ Oliva, Kirche in Form einer Basilika mit fünf Schiffen (heute gibt es nur noch vier) im romanischen Stil, wurde in der ersten Hälfte des 12. Jahrhunderts auf den Ruinen eines römischen Tempels erbaut, im Gewölbe Fresken eines Bildzyklus, der Geschichten aus dem Alten und Neuen Testament (1533) erzählt.
- Gärten von Torrecchia Vecchia

## Kulinarische Spezialitäten
In Cori werden mit dem Cori Rosso und dem Cori Bianco zwei DOC Weine ausgebaut.

## Söhne und Töchter des Ortes
- Girolamo Verallo (um 1497–1555), Geistlicher, Bischof und Kardinal
- Thomas von Cori (1655–1729), Franziskanerpater, Heiliger
- Elio Filippo Accrocca (1923–1996), Dichter und Übersetzer
- Felice Accrocca (* 1959), katholischer Geistlicher, Erzbischof von Benevent